# L'Enfant du miracle
L'Enfant du miracle è un film del 1932 diretto da André Gillois.

## Trama
La vedova Elise non riesce a trovare nessun uomo con cui generare un figlio di modo che possa fingere che il bambino fosse stato del suo defunto marito e quindi accedere all'eredità.